# 西门市场 (大邱广域市)
西门市场（韓語：서문시장）是韩国大邱广域市最大的传统市场，拥有4000多家商铺，主要经营纺织品和服装是大邱时装业的重要组成部分。
西门市场位于原大邱古城的西门，故名“西门市场”，是原朝鲜王朝三大集贸市场之一，也是韩国目前历史最悠久的集贸市场之一。